# Фаланга (символ)

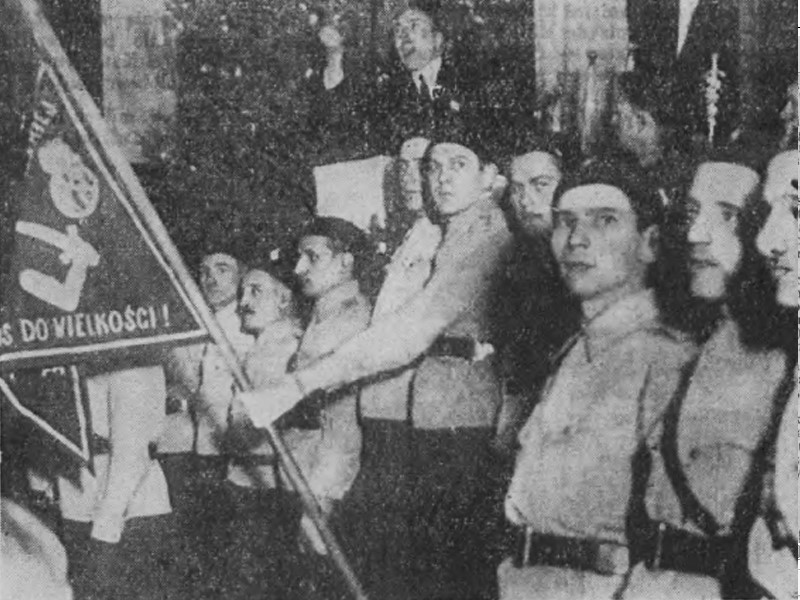
Члени Національної партії з прапором, на якому зображений первісний символ Фаланги

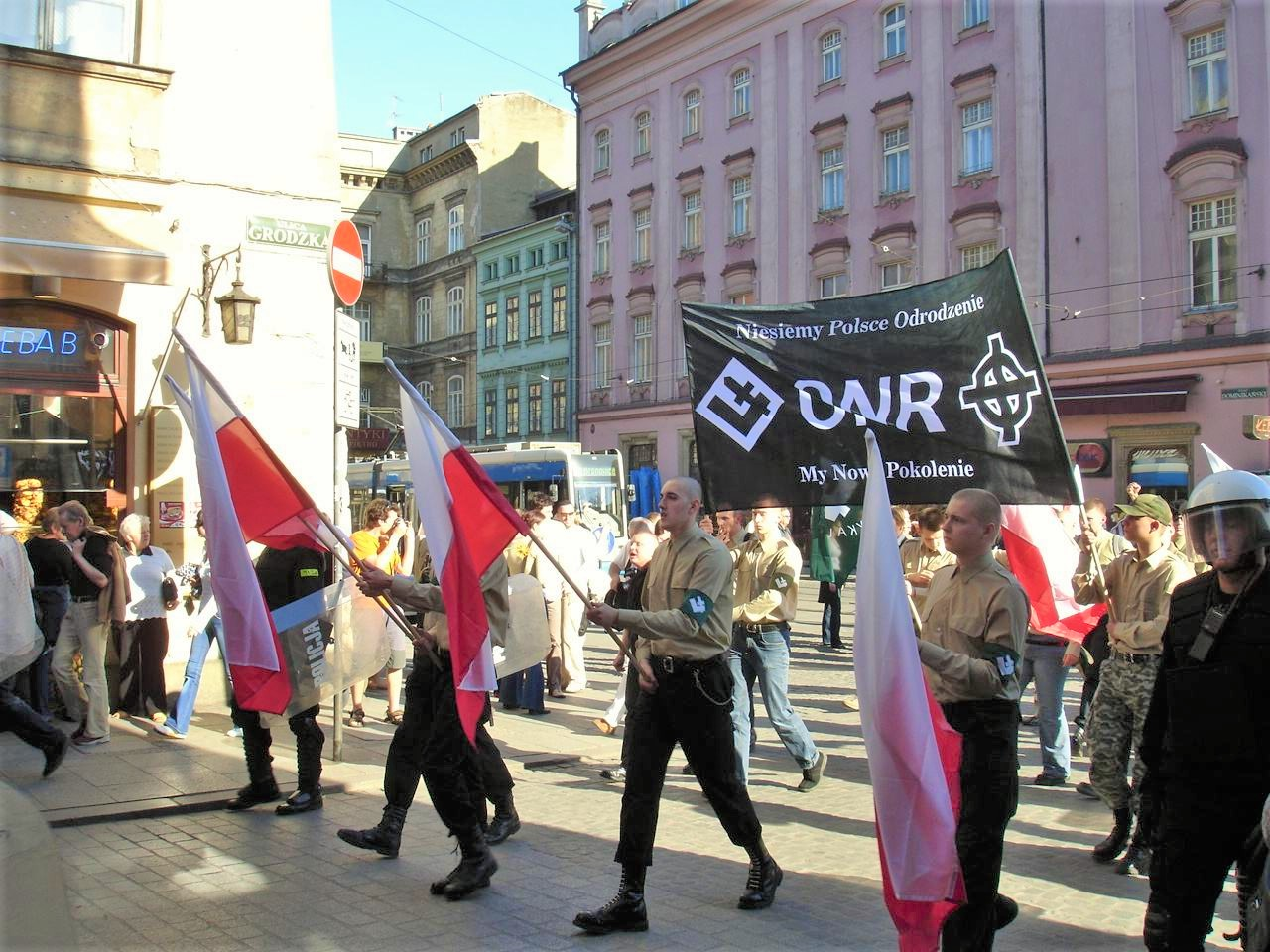
Марш польських націоналістів з Національно-радикального табору, Краків, 2007

Фаланга або Рука з мечем (пол. Falanga, Ręka z mieczem) — назва символу, який використовується польськими націоналістами, головним чином серед руху національного радикалізму. Фаланга являє собою руку, яка тримає меч. 
Символ руки, яка тримає меч, виник в XVI сторіччі. Вперше цей символ зображувався на вимпелів прапора одного з кораблів морського флоту при керуванні польського короля Сигізмунда I. Цей же знак у вигляді руки, яка тримає меч, малюється сьогодні на прапорі військово-морського флоту Польщі.
Фаланга виникла в 1930-і, коли він був вперше став застосовуватися замість Меча Хороброго, який був заборонений в період політики санації. В цей час Меч хороброго використовувався Табором Великої Польщі в політичній боротьбі з польським урядом. Фаланга в цей час стала застосовуватися молодіжної групою Національної партії. У 1935 році Національно-радикальний рух Фаланга прийняло цей знак в якості свого партійного знака.
Символ Фаланги нарівні з Мечем Хороброго і Топожелом використовувався футбольними вболівальниками на футбольному Чемпіонаті Європи 2008 року. Міжнародна організація «Football Against Racism in Europe» визнала ці символи на одному рівні зі свастикою, символом СС і символом Ку-клукс-клану.
В даний час Фаланга використовується польськими націоналістичними групами радикального спрямування Національно-радикальний табір і Національне відродження Польщі.
25 жовтня 2011 року відділ реєстрації окружного суду у Варшаві зареєстрував символ Фаланги в якості офіційного символу руху Національного відродження Польщі, однак після апеляції прокуратури цей же суд відмінив своє рішення, заявивши: «Політична партія не може зареєструвати своїм символом більш одного графічного знака».